# Ambassador to the Court of St James’s
Ambassador to the Court of St James’s (deutsch Botschafter am Hof von St James) ist der offizielle Titel der ausländischen Botschafter am britischen Königshof, dem Court of St James’s. Auch Vertreter der Länder, die dem Commonwealth of Nations angehören (High Commissioner) sowie der „Botschafter“ Schottlands in London (Lord High Commissioner) tragen offiziell den Titel. Der Ambassador to the Court of St James’s trug früher sogar ein traditionelles Botschaftergewand, das die besondere Stellung am Königshof symbolisieren sollte.